# Torneig Festa d'Elx
El Torneig Festa d'Elx (Fiesta de Elche, en castellà) és un torneig amistós de futbol que s'organitza cada any a la ciutat d'Elx, de manera ininterrompuda des de 1960, sent el sisè trofeu estiuenc més antic d'Espanya. L'Elx CF ha disputat com a local cadascuna de les edicions i és l'equip que més cops l'ha guanyat.

## Història
El Torneig Festa d'Elx va ser creat l'any 1960 per l'Ajuntament d'Elx per commemorar les festes de la ciutat, en honor de la patrona la Mare de Déu de l'Assumpció, cada 15 d'agost. En un primer moment el trofeu representaria la Palmera imperial, però per diversos motius es va fabricar una copa banyada en plata que va costar a prop de 20.000 pessetes. Es va proposar donar al trofeu el nom de José Esquitino, nom de qui va ser president de l'Elx aleshores, però ell va mostrar el seu desacord. L'actual trofeu és una representació a escala de la Dama d'Elx amb un bany de plata.
En l'edició de 2013 l'Elx C.F. s'enfrontarà al S.L. Benfica el dia 31 de juliol.

## Historial
| Any  | Campió               | Resultat | Finalista         |
| ---- | -------------------- | -------- | ----------------- |
| 1960 | Llevant UE           | 4–1      | Elx CF            |
| 1961 | Elx CF               | 2–1      | Reial Valladolid  |
| 1962 | Elx CF               | 1–1      | Sporting Portugal |
| 1963 | Elx CF               | 3–1      | Sevilla FC        |
| 1964 | Llevant UE           | 3-3      | Elx CF            |
| 1965 | Elx CF               | 2–1      | Athletic Club     |
| 1966 | RCD Espanyol         | 2–0      | Elx CF            |
| 1967 | Independiente        | 3–2      | Elx CF            |
| 1968 | Elx CF               | 4–1      | Guaraní           |
| 1969 | Estudiantes La Plata | 2–1      | Elx CF            |
| 1970 | FC Barcelona         | 1–0      | Elx CF            |
| 1971 | Ferencvárosi         | 1–0      | Elx CF            |
| 1972 | Elx CF               | 3–2      | Budapest Honvéd   |
| 1973 | Elx CF               | 1–0      | TSV 1860 München  |
| 1974 | Elx CF               | 2–2      | Levski Sofia      |
| 1975 | Reial Múrcia         | 0–0      | Elx CF            |
| 1976 | Elx CF               | 2–0      | Os Belenenses     |
| 1977 | Elx CF               | 3–1      | Reial Múrcia      |
| 1978 | Elx CF               | 1–1      | FC Barcelona      |
| 1979 | Vasco da Gama        | 2–1      | Elx CF            |
| 1980 | Elx CF               | 2–0      | Reial Múrcia      |
| 1981 | Elx CF               | 2–1      | Reial Madrid      |
| 1982 | Elx CF               | 2–1      | Internacional     |
| 1983 | Reial Múrcia         | 1–0      | Elx CF            |
| 1984 | Reial Madrid         | 1–0      | Elx CF            |
| 1985 | Reial Madrid         | 3–0      | Elx CF            |
| 1986 | Elx CF               | 2–1      | FC Barcelona      |
| 1987 | Elx CF               | 2–1      | Atlètic de Madrid |
| 1988 | Elx CF               | 3–1      | Paraguai          |
| 1989 | FC Barcelona         | 4–1      | Elx CF            |
| 1990 | Reial Saragossa      | 4–2      | Elx CF            |
| 1991 | València CF          | 2–0      | Elx CF            |
| 1992 | Elx CF               | 2–0      | Nacional          |
| 1993 | Elx CF               | 2–0      | Botafogo          |
| 1994 | Elx CF               | 2–1      | València CF       |
| 1995 | Marroc               | 1–1      | Elx CF            |
| 1996 | Elx CF               | 1–0      | Hèrcules CF       |
| 1997 | Elx CF               | 1–0      | RCD Mallorca      |
| 1998 | Vasas SC             | 2–1      | Elx CF            |
| 1999 | Reial Madrid         | 4–2      | Elx CF            |
| 2000 | CA Osasuna           | 1–0      | Elx CF            |
| 2001 | Vila-real CF         | 2–2      | Elx CF            |
| 2002 | Reial Múrcia         | 1–1      | Elx CF            |
| 2003 | FC Barcelona         | 0–0      | Elx CF            |
| 2004 | Deportivo La Coruña  | 1–1      | Elx CF            |
| 2005 | Elx CF               | 2–0      | Atlètic de Madrid |
| 2006 | Elx CF               | 1–0      | Llevant UE        |
| 2007 | RCD Mallorca         | 2–0      | Elx CF            |
| 2008 | Reial Betis          | 3–0      | Elx CF            |
| 2009 | Elx CF               | 2–1      | UD Almería        |
| 2010 | Hèrcules CF          | 1–0      | Elx CF            |
| 2011 | Vila-real CF         | 2–0      | Elx CF            |
| 2012 | UD Almería           | 3–1      | Elx CF            |
| 2013 | SL Benfica           | 3–1      | Elx CF            |
| 2014 | Elx CF               | 1–1      | Vila-real CF      |
| 2015 | UD Almería           | 1–0      | Elx CF            |
| 2016 | Al-Rayyan SC         | 0–0      | Elx CF            |
| 2017 | Llevant UE           | 2–0      | Elx CF            |
| 2018 | Elx CF               | 2–0      | UD Almería        |

## Guanyadors
Fins 2018.
| Equip           | Trofeus |
| --------------- | ------- |
| Elx CF          | 27      |
| R.Madrid CF     | 3       |
| FC Barcelona    | 3       |
| Llevant UE      | 3       |
| Real Murcia     | 3       |
| Vila-real CF    | 2       |
| UD Almería      | 2       |
| Hèrcules CF     | 1       |
| Estudiantes     | 1       |
| Reial Saragossa | 1       |
| València CF     | 1       |
| Independiente   | 1       |
| Marroc          | 1       |
| CA Osasuna      | 1       |
| Deportivo       | 1       |
| Vasas Budapest  | 1       |
| RCD Espanyol    | 1       |
| RCD Mallorca    | 1       |
| Betis           | 1       |
| Ferencváros     | 1       |
| Vasco da Gama   | 1       |
| SL Benfica      | 1       |
| Al-Rayyan SC    | 1       |